# 朵拉-萨地亚大桥
朵拉-萨地亚大桥，位于印度东北部阿萨姆邦的东北角，跨越布拉马普特拉河支流鲁希特河（察隅河）的115号公路，沟通了布拉马普特拉河以东鲁希特河以北偏僻地区与阿萨姆腹地的交通，比孟买的班德拉-沃利跨海铁路桥长3.55（2.21英里）。，是现今印度最长桥梁。

## 历史
2011年开工，计划2015年12月竣工。投资100亿印度卢比。技术总负责人Mr. B. Surya Raju。

## 技术
宽12.9--wide（42-英尺）的体外预应力混凝土梁桥（external post tensioned bridge），183跨，每跨长50（160英尺）。双车道。
配套工程包括鲁希特河南岸朵拉的7.297 km道路改善，河北岸萨地亚的11.874 km的单车道公路改造为双车道并铺面.  

## 效益
布拉马普特拉河以东、鲁希特河以北地区长期以来被这两条大河所围，没有跨河桥梁，交通极为闭塞。在朵拉-萨地亚大桥桥址溯鲁希特河而上120km的河流出山口处，有NH13号公路的跨河桥Parasuram Kund Bridge。但该公路在河两岸翻越崇山峻岭，是中缅边防公路，经济价值极其有限。
朵拉-萨地亚大桥通车后，改善了最东北部的交通，通往最近的铁路终点站丁苏吉亚与民航机场迪布鲁格尔的交通便捷。